# Caras & Bocas
Caras e Bocas est une telenovela brésilienne diffusée en 2009 - 2010 par Rede Globo.

## Synopsis
Dafne Bastos Conti est une femme élevée par son grand-père millionnaire Jacques. Gabriel Batista da Silva est pauvre mais heureux. Tous deux sont tombés amoureux l'un de l'autre. Ils étudient l'art et la peinture ensemble. Gabriel est un peintre talentueux alors que le rêve de Daphne est d'ouvrir sa propre galerie d'art. Toutefois, Jacques pense que Gabriel est intéressé et, avec la complicité de son épouse Lea, il complote pour séparer le couple. Gabriel va étudier à Londres, sans se douter que Dafne est enceinte. Jacques intercepte les lettres que Gabriel envoie à Dafne et réciproquement, si bien que le couple se déchire.

## Distribution
- Flávia Alessandra : Dafne Bastos Conti da Silva
- Malvino Salvador : Gabriel Batista da Silva
- Isabelle Drummond : Bianca Bastos Conti da Silva
- Fernanda Machado : Laís Molinari
- Henri Castelli : Vicente Foster
- Guilhermina Guinle : Amarilys Di Francesco
- Sidney Sampaio : Benjamin Abraham, dit Benny
- Maria Clara Gueiros : Liliana Azevedo, dite Lilí
- Bete Mendes : Piedad Batista Azevedo Conti
- Marco Pigossi : Cássio
- Sheron Menezes : Milena Nunes Conti
- Sérgio Marone : Nicolás Silveira Lontra, dit Nico
- Neusa Maria Faro : Mercedes
- Sophie Charlotte : Vanessa Barros Ferreira, dite Vanessinha
- Cristina Mutarelli : Zoraida Molinari
- Rachel Ripani : Tatiana Fischer
- Miguel Rômulo : Felipe Nunes
- Marcos Breda : Pelópidas
- Thalma de Freitas : Magaly Franco
- Renata Castro Barbosa : Cléo Foster
- Carmem Verônica : Josefa, dite Jojô
- David Lucas : Bruno Batista Azevedo, dit Espeto
- Fábio Lago : Fabián Barros Ferreira, dit Pai Fabiano
- Suzana Pires : Ivonne Barros Ferreira
- Júlio Rocha : Edgar Pereira
- Otaviano Costa : Adenor Cosme de Lima, dit Pai Adenor
- Flávio Bauraqui : Marcelo
- Wagner Santisteban : Anselmo
- Marco Antônio Giménez : Sargento Lucas Rios
- Dhu Moraes : Dirce Nunes
- Joelson Medeiros : Padre Guillermo
- Roney Facchini : Ernani Molinari
- Pedro García Netto : Galeno Pellozini
- Jaime Leibovitch : Rabino Mendel Abraham
- Rafael Zulu : Caco
- Alexandre Slaviero : Tadeo Molinari
- Ricardo Duque : André Di Francesco
- Dener Pacheco : René
- Osvaldo Mil : Delegado Pandolfo
- Hilda Rebello : Nereide Di Francesco
- Marcelo Barros : Jandir
- Carina Porto : Ísis Molinari
- Kenya Costta : Paulina
- Alexandre Moreno : Aluísio Leal
- Theodoro Cochrane : Isaac
- Sônia de Paula : Edineide
- Ludoval Campos : Nelson
- Rodrigo Andrade : Theodoro, dit Téo
- Claudia Paiva : Cláudia
- Júlia Ruiz : Clotilde, dite Clô
- Guilherme Duarte : Samuel
- Francisco Fortes : Tatá